# Khantyavia
Khantyavia of Khantyair is een Russische luchtvaartmaatschappij met thuisbasis in Chanty-Mansiejsk. De maatschappij werd opgericht in 1998.

## Vloot
De vloot van Khantyavia bestaat uit (nov. 2006):
- 1 Yakolev Yak-40()